# 国立病院機構下志津病院
独立行政法人国立病院機構下志津病院（どくりつぎょうせいほうじんこくりつびょういんきこうしもしづびょういん）は、千葉県四街道市にある医療機関。独立行政法人国立病院機構が運営する病院である。旧国立療養所下志津病院。
政策医療分野における神経・筋疾患、成育医療、重症心身障害の専門医療施設である。千葉県立四街道特別支援学校が敷地内で隣接しており渡り廊下等で繋がっているため、入院・通院しながらの通学が可能である。

## 沿革
- 1897年：下志津衛戍病院として発足。その後、下志津陸軍病院に
- 1945年：陸軍解体により厚生省へ移管
- 1947年：結核療養所に転換。その後、国立療養所下志津病院と改称
- 2001年：厚生労働省へ移管
- 2004年：独立行政法人へ移行、独立行政法人国立病院機構下志津病院として発足

## 診療科
- 小児科
- 小児神経科
- アレルギー科
- リウマチ科
- 内科
- 消化器内科
- 感染症内科
- 呼吸器科
- 神経内科
- 外科
- 整形外科
- 脳神経外科
- 麻酔科

ほか

## 交通アクセス
- JR東日本総武本線・成田線四街道駅下車、徒歩約8分。

## 事案
- 2021年（令和3年）2月、医療機器などを病院に卸していた電気製品販売会社「小松電器」（千葉県船橋市）から病院職員への「接待攻勢」が次々と明らかになった。飲食や旅行といった接待を受けた職員は備品購入に関する他社の入札価格を小松電器に提供するなどしていた。国立病院機構は関与した職員ら28人を懲戒解雇などの処分にし、小松電器を24か月の指名停止とした[3]。
- 2022年（令和4年）5月、 病院発注の事業で便宜を図った見返りに旅行や飲食、ノートパソコンなど計約90万円相当の接待などを受けたとして、病院の元企画課長が収賄容疑で、小松電器社長が贈賄容疑で逮捕された[3][4]。2022年6月、小松電器社長は、国立研究開発法人国立国際医療研究センター総務課係長への贈賄容疑で再逮捕された[5]。9月1日、東京地方裁判所にて元課長が収賄罪で懲役1年6月、執行猶予3年、追徴金約74万6000円を言い渡された[6][7]。